# 安代爾 (堪薩斯州)
安代爾（英語：Andale）是一個位於美國堪薩斯州塞奇威克縣的城市。

## 地方資料
根據2020年美國人口普查的數據，安代爾的面積為1.49平方千米，當中陸地面積為1.49平方千米，而水域面積為0.00平方千米。當地共有人口941人，而人口密度為每平方千米631.54人。